# Muslim ibn al-Hadžadž
Abu al-Husajn Asakir ad-Din Muslim ibn al-HaDžadž ibn Muslim ibn Vard ibn Kavšad al-Kvušajri an-Najsaburi (arap. أبو الحسين عساكر الدين مسلم بن الحجاج بن مسلم بن وَرْد بن كوشاذ القشيري النيسابوري; nakon 815 – maj 875) ili Muslim Najšapuri, široko poznat kao Imam Muslim, islamski učenjak, posebno poznat kao muhadit (učenjak hadisa). Njegova kolekcija hadisa, poznata kao Sahih Muslim, jedna je od šest glavnih kolekcija hadisa u sunizmu i smatra se jednom od dve najautentičnije (sahih) kolekcije, zajedno sa Sahih Buhari.

## Biografija
Muslim ibn al-Hadžadž je rođen u gradu Nišapuru u Abbasid provinciji Horasan, u današnjem severoistočnom Iranu. Istoričari se ne slažu u pogledu datuma njegovog rođenja, mada se obično uzima da je to 202 AH (817/818), 204 AH (819/820), ili 206 AH (821/822).
Az-Zahabi je izjavio, „Kaže se da je rođen 204. godine AH”, mada je on isto tako izjavio, „Ali, ja mislim da je rođen pre toga”.
Ibn Halikan nije mogao da nađe izvještaj o datumu Muslimovog rođenja ili starosti u vreme smrti, kod bilo kojeg od hafaza (hadiskih majstora), osim njihovog slaganja da je on rođen nakon 200 AH (815/816). Ibn Kalikan navodi Ibn al-Salaha, koji citira Ibn al-Bajijev rad Kitab Ulama al-Amsar, u tvrdnji da je Muslim imao 55 godina kada je umro 25. radžeba 261 AH (maja 875), i stoga njegova godina rođenja bi morala biti 206 AH (821/822).
Ibn al-Bajiʿ navodi da je on sahranjen u Nasarabadu, predgrađu Nišapura.
Prema naučnicima, on je bio arapskog ili persijskog porekla. Nisba „al-Kušajri” označava Muslimovu pripadnost arapskom plemenu Banu Kušajr, čiji su pripadnici migrirali na novoosvojene persijske teritorije tokom širenja Pravednog kalifata. Naučnik po imenu Šams al-Din al-Dhahabi uveo je ideju da je on možda bio mavla persijskog porekla, pripisan plemenu Kušajr putem vala (alijanse). Jedan Muslimov predak je možda bio oslobođeni kušajrski rob, ili je možda prihvatio islam iz ruku Kušajra. Prema dva druga učenjaka, Ibn al-Atiru i Ibn al-Salahu, on je zapravo bio arapski pripadnik tog plemena, pri čemu se njegova porodica doselila u Iran skoro dva veka ranije, nakon osvajanja.
Procene o broju hadisa u njegovim knjigama variraju od 3.033 do 12.000, zavisno od toga da li su duplikati uključeni, ili samo tekst (isnad). Kaže se da je njegov Sahih („autentični”) ima oko 2000 hadisa koj su zajednički sa Buharijevim sahihom.
Učitelji autora obuhvatali su Harmala ibn Jahja, Saida ibn Mansura, Abd-Alaha ibn Maslamah al-Kanabija, al-Dhuhalija, al-Buharija, Ibn Maina, Jahja ibn Jahja al-Nišaburi al-Tamimija i druge. Među njegovim učenicima su bili al-Tirmizi, Ibn Abi Hatim al-Razi i Ibn Kuzajmah, od kojih su svi takođe napisali dela o hadisu. Nakon njegovih studija na Arapskom poluostrvu, u Egiptu, Iraku i Siriji, nastanio se u svom rodnom gradu Nišapuru, gde se upoznao i postao doživotni prijatelj Buharija.

## Ostavština
Sunski učenjak Išak Ibn Rahvajh prvi je preporučio Muslimov rad. Išakovi savremenici nisu isprva to prihvatili. Abu Zura al-Razi je imao prigovor da je Muslim izostavio previše materijala koji je i sam Muslim priznao kao verodostojan; i da je uključio slabe prenosnike.
Ibn Ebi Hatim (umro 327/938) kasnije je prihvatio Muslima kao „pouzdanog, jednog od hadiskih majstora sa poznavanjem hadisa”; ali to je u suprotnosti s mnogo servilnijim pohvalama Abu Zura i njegovog oca Abu Hatima. Slično je i sa Ibn al-Nadimom.
Muslimova knjiga je postepeno je sticala sve veći ugled među sunitskim muslimanima, tako da većina njih smatra to najautentičnijom zbirkom hadisa, drugom jedino iza Sahih Buharija.

## Radovi
- Sahih Muslim: njegova kolekcija autentičnih hadisa.

## Napomene
1. ↑  The name of his father has sometimes been given as حجاج (Ḥajjāj) instead of الحجاج (al-Ḥajjāj). The name of his great-great-grandfather has variously been given as كوشاذ (Kūshādh[3] or Kawshādh), كرشان‎[4] (Kirshān, Kurshān , or Karshān), or كوشان (Kūshān or Kawshān).

## Literatura
- Guy Burak (2015). The second formation of Islamic Law. The Hanafi School in the Early Modern Ottoman Empire. Cambridge, UK: Cambridge University Press. ISBN 978-1-107-09027-9.
- Robert W. Hefner; Muhammad Qasim Zaman, ур. (2007). Schooling Islam: The culture and politics of modern Muslim education. Princeton, NJ: Princeton University Press. ISBN 978-0-691-12933-4.
- Thomas Pierret (2013). Religion and state in Syria. The Sunni ulama from coup to revolution. Cambridge, UK: Cambridge University Press. ISBN 978-1-107-60990-7.
- Muhammad Qasim Zaman (2007). The Ulama in Contemporary Islam: Custodians of Change. Princeton University Press. ISBN 978-0-691-13070-5. PDF, accessed 2 May 2017
- Zaman, Muhammad Qasim (2010).  Cook, Michael, ур. Transmitters of authority and ideas across cultural boundaries, eleventh to eighteenth century. In: The new Cambridge history of Islam (3rd изд.). Cambridge, UK: Cambridge University Press. ISBN 978-0-521-51536-8.
- Bein, Amit (29. 3. 2011). Ottoman Ulema, Turkish Republic: Agents of Change and Guardians of Tradition. Stanford University Press. ISBN 978-0804773119.
- Hatina, Meir (2010). Ulama, Politics, and the Public Sphere: An Egyptian Perspective. University of Utah Press. ISBN 978-1-60781-032-2.
- Heyd. Uriel. "Some Aspects of The Ottoman Fetva." School of Oriental and African Studies Bulletin; 32 (1969), p. 35–56.
- Inalcik, Halil. 1973. "Learning, the Medrese, and the Ulema." In The Ottoman Empire: The Classical Age 1300–1600. New York: Praeger, pp. 165–178.
- Mehmet, Ipsirli, Guidelines to the Jurisprudence of Ottoman Ulema
- Rabithah Ma'ahid Islamiyah Biografi Ulama of Indonesia Архивирано на веб-сајту  (30. април 2021)
- Tasar, Murat. "The Ottoman Ulema: their understanding of knowledge and scholarly contribution." The Turks. 3: Ottomans. Editors: Hasan Celâl Güzel, C.Cem Oğuz, Osman Karatay. Ankara: Yeni Türkiye, 2002, pp. 841–850.
- Zilfi, Madeline C. (1986). „The Kadizadelis: Discordant Revivalism in Seventeenth-Century Istanbul”. Journal of Near Eastern Studies. 45 (4): 251—269. S2CID 161512570. doi:10.1086/373194..
- Brown, Jonathan A.C. (2014). Misquoting Muhammad: The Challenge and Choices of Interpreting the Prophet's Legacy. Oneworld Publications. стр. 3. ISBN 978-1-78074-420-9. „The ulama (literally, the learned ones)”
- Cl. Gilliot; R.C. Repp; K.A. Nizami; M.B. Hooker; Chang-Kuan Lin; J.O. Hunwick (2012).  P. Bearman, P.; Bianquis, Th.; Bosworth, C.E.; van Donzel, E.; Heinrichs, W.P., ур. ʿUlamāʾ. In: Encyclopaedia of Islam (2 изд.). Leiden: E.J. Brill. ISBN 978-90-04-16121-4. S2CID 241694047. doi:10.1163/1573-3912_islam_COM_1278.
- Brown, Daniel W. (1996). Rethinking tradition in modern Islamic thought. Cambridge University Press. ISBN 0521570778. Приступљено 10. 5. 2018.
- Jonathan A.C. Brown (2009), Hadith: Muhammad's Legacy in the Medieval and Modern World. Oneworld Publications. Brown, Jonathan A. C. (2009). Hadith: Muhammad's Legacy in the Medieval and Modern World. Oneworld. ISBN 978-1851686636.
- Jonathan A.C. Brown (2007), The Canonization of al-Bukhārī and Muslim: The Formation and Function of the Sunnī Ḥadīth Canon. Brill Publishers. Brown, Jonathan (5. 6. 2007). The Canonization of Al-Bukh?r? And Muslim: The Formation and Function of the Sunn? ?ad?th Canon. BRILL. ISBN 978-9004158399.